# ファイトソング (Eveの曲)
「ファイトソング」は、Eveの楽曲。2022年12月28日にデジタルシングルとしてトイズファクトリーからリリースされた。

## 概要
本楽曲は、TVアニメ『チェンソーマン』の第12話エンディングテーマとして書き下ろされており、テレビアニメの主題歌を担当するのは「廻廻奇譚」以来約2年ぶり3度目、エンディングテーマを担当するのは「闇夜」以来約3年ぶり2度目となった。

## リリース・プロモーション
2022年9月19日にテレビアニメ『チェンソーマン』の週替わりエンディングテーマを務めることが発表された。
その後、12月28日にアニメ放送で初公開されると同時に配信リリースされた。また同日公開の同アニメのウェブラジオ企画「ワシらの音楽」の最終回でアヴちゃん（女王蜂）との対談配信が行われた。

## チャート成績
2023年1月4日公開のBillboard Japan総合ソング・チャート「JAPAN HOT 100」において初登場26位を記録した。同日公開の「Download Songs」では9,086DLで初登場6位、「Streaming Songs」では初登場46位を記録した。
また「JAPAN HOT Animation」では、ダウンロード4位、ストリーミング15位・動画再生10位で、総合8位を記録した。
次週である1月11日公開の「Streaming Songs」では36位となり記録を更新した。
2023年01月09日付の週間オリコンチャートでは、合算シングルでは13,720PTで初登場29位、ダウンロードでは9,076DLで6位、ストリーミングでは3,026,316回再生で34位を記録した。

## 収録曲
| #         | タイトル           | 作詞・作曲 | 編曲      | 時間 |
| --------- | ------------------ | ---------- | --------- | ---- |
| 1.        | 「ファイトソング」 | Eve        | Numa      | 3:29 |
| 合計時間: | 合計時間:          | 合計時間:  | 合計時間: | 3:29 |

## タイアップ
ファイトソング
TVアニメ「チェンソーマン」第12話エンディングテーマ

## カバー
- Roselia［湊友希那（相羽あいな）］ - 『チェンソーマン』とのコラボレーションの一環として、2023年6月30日にゲーム『バンドリ! ガールズバンドパーティ!』に追加収録[8]。